# Onda nueva
La onda nueva es un género musical desarrollado en 1968 por el músico, compositor y director de orquesta venezolano Aldemaro Romero que tiene como base al joropo venezolano, combinado con elementos de jazz y bossanova. El golpe de batería característico de la onda nueva fue desarrollado por el baterista venezolano Frank Hernández.
Según dijo Aldemaro Romero, «la onda nueva no es otra cosa que la sustitución de una orquestación por otra. En vez de arpa, cuatro y maracas; piano, bajo y batería: el trío ideal para tocar música de jazz».

## Historia

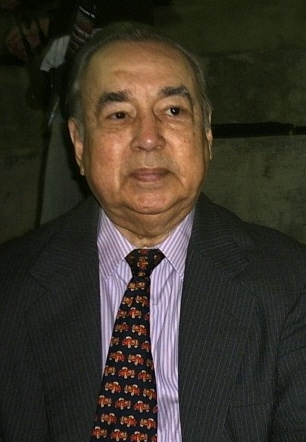
Aldemaro Romero, creador de la onda nueva.

Según lo señalado por el cantante, músico y compositor venezolano Alí Agüero, él fue llamado por Aldemaro Romero en el año 1968 para solicitarle que consiguiera una voz femenina y una masculina para un proyecto que estaba desarrollando, en el cual estaban incluidos además de Romero, el baterista Frank Hernández y el bajista Jorge Romero. Aldemaro Romero había seleccionado como vocalista a María Elena Peña y Alí Agüero se propuso para participar en el proyecto trayendo a su amigo, el cantante y músico José Ramón Angarita y a la cantante Zenaida Riera. En ese momento, Romero había sufrido un accidente automovilístico y estaba recluido en una clínica de Caracas, donde se iniciaron los ensayos. Una vez dado de alta, Romero continuó los ensayos e hizo un montaje del tema folklórico Aragüita cuya letra fue añadida por el poeta venezolano Germán Fleitas Beroes. El resultado fue mostrado al contrabajista rumano Jacques Braunstein, amigo del músico y director, quien opinó que aquello le parecía «una onda nueva». Aldemaro Romero encontró que ese nombre sería el ideal para el género que había creado. Otra variante de la historia del surgimiento del género musical, contada por Frank Hernández señala que una empresa de publicidad le había encargado a Aldemaro Romero un tema venezolano moderno con instrumentos tales como piano, bajo y batería, sin recurrir a los instrumentos musicales tradicionales de géneros folklóricos y típicos venezolanos. A la hora de buscar el tema, Romero sugirió el tema Aragüita, pero tocado en la batería en forma «jazzeada» y no a la manera tradicional. A pesar de que Romero aprobó el resultado, la empresa publicitaria no lo aceptó.
Luego de hacer montajes y arreglos de temas venezolanos de su autoría, además de Aragüita y dos temas de los integrantes de The Beatles, Paul McCartney y John Lennon, Romero logró un contrato de grabación con la empresa venezolana, ya desaparecida, La Discoteca, C.A.. Producto de este esfuerzo fue el disco LP titulado Aldemaro Romero presenta la Onda Nueva, el cual fuera editado solo en forma analógica en dos ocasiones.
Al año siguiente, Aldemaro Romero y el compositor italiano Carlo Savina fueron contratados para la elaboración de la banda sonora de la cinta «La epopeya de Bolívar». Los temas compuestos, arreglados y grabados por Romero en Italia fueron recogidos en un álbum que se convirtió en el primer trabajo discográfico editado por su sello denominado Onda nueva, creado para proteger sus creaciones en lo sucesivo. La firma llegó a editar 6 discos más en formato LP y algunos discos sencillos de 45 rpm. En 1970, durante una estancia en México, firmó contrato con la empresa Discos Musart para realizar un disco de onda nueva con música mexicana tradicional, en el cual respaldó con orquesta a la vocalista chilena Monna Bell. Este álbum se tituló La Onda Nueva en México.
Paralelamente a ello, Romero creó, con base en ese género musical, el Primer Festival Mundial de la Onda Nueva cuyas presentaciones se realizaron en los días 28 al 30 de enero de 1971, en el Teatro Municipal de Caracas. A este festival fueron invitados, entre otros, artistas tales como los orquestadores Franck Pourcel, Edmundo Ros, Waldo de los Ríos y Paul Mauriat, el violinista y orquestador Helmut Zacharias, el grupo brasileño Zimbo Trio, el bandoneonista Astor Piazzolla; cantantes como Armando Manzanero, Marco Antonio Muñiz, Mirla Castellanos y Olga Guillot. Estos festivales, que se transmitieron por televisión a otros países, se celebraron hasta 1973, ya que Romero no recibió apoyo financiero del Estado Venezolano para continuarlos. Como resultado de estos festivales, surgieron colaboraciones de Romero con el guitarrista estadounidense Charlie Byrd, acuerdos para grabar algunos de los temas ganadores con su propio grupo denominado Aldemaro Romero y su Onda Nueva e incluso grabaciones, en las cuales no tuvo influencia Romero, en las cuales se usó como base el género de la Onda Nueva con intérpretes como Paul Mauriat, Caterina Valente, el italiano Nando Di Luca y los venezolanos Freddy León, Humberto Zárraga y Henry Rubio.
Al finalizar los festivales, Romero fue nombrado director de la sala de espectáculos Poliedro de Caracas y luego, en 1974 renuncia y marcha con su grupo a España, donde trató de interesar al público en la Onda Nueva. Allí firmaría dos contratos de grabación con CBS y Ariola para realizar sus álbumes Toma lo que te ofrecí (1974) y Una por una (1975), respectivamente. Al fracasar estos intentos, se dirigió a Italia en 1976. Allí volvería a interesar al público en su creación musical. Para ello, firmaría un contrato con el Istituto Latino Americano de Roma para producir el álbum titulado Aldemaro Romero E la Sua Onda Nueva con temas en español y versiones en idioma italiano de su música. Sin embargo, la gira que se proyectó en Italia para promocionar este trabajo, no pudo realizarse debido a la muerte de la esposa del baterista Frank Hernández. Ese mismo año, concluye el ciclo de la Onda Nueva con la grabación de un trabajo instrumental denominado Onda Nueva instrumental y con la producción y arreglos de Elaiza Romero & Augusto Martelli, un trabajo grabado por su hija mayor Elaiza Romero Soteldo y la dirección del orquestador italiano Augusto Martelli.
Durante la etapa de la Onda Nueva, Aldemaro Romero obtuvo el Primer Premio como Arreglista y Director en el Festival de la Canción Latina de México (1974), en el Festival de Mallorca (1976), en las Olimpiadas Musicales de Grecia (1977) y el Premio Superestrella Internacional en el Music-Expo de Miami (1975).

## Discografía

### Como artista principal
| Año  | Título                                         | Discográfica                            |
| ---- | ---------------------------------------------- | --------------------------------------- |
| 1968 | Aldemaro Romero Presenta La Onda Nueva         | CBS-La Discoteca (Venezuela)            |
| 1969 | La Epopeya de Bolívar                          | Onda Nueva - Hermanos Antor (Venezuela) |
| 1970 | La Onda Nueva En México                        | Discos Musart (México)                  |
| 1971 | El Fabuloso Aldemaro y su Onda Nueva           | Onda Nueva - Hermanos Antor (Venezuela) |
| 1971 | Onda Nueva/New Wave                            | Columbia Records (EE. UU.)              |
| 1972 | Aldemaro Romero and His Onda Nueva             | Columbia Records (EE. UU.)              |
| 1972 | Aldemaro Romero y su Onda Nueva en el mundo    | Doral - Hermanos Antor (Venezuela)      |
| 1972 | La Onda Nueva En México (reedición venezolana) | Onda Nueva - Hermanos Antor (Venezuela) |
| 1972 | La Onda Máxima                                 | Onda Nueva - Hermanos Antor (Venezuela) |
| 1972 | La Onda Brava                                  | Onda Nueva - Hermanos Antor (Venezuela) |
| 1974 | Toma lo que te ofrecí                          | CBS Columbia (España)                   |
| 1975 | Una por una                                    | Ariola Eurodisc (España)                |
| 1976 | Aldemaro Romero E La Sua Onda Nueva            | Istituto Italo-Latinoamericano (Italia) |
| 1976 | Una por una (Edición venezolana)               | Palacio de la Música (Venezuela)        |
| 1976 | Onda Nueva Instrumental                        | Velvet Música (Venezuela)               |

### Otros artistas
| Año  | Título                                                   | Artista                                | Discográfica              |
| ---- | -------------------------------------------------------- | -------------------------------------- | ------------------------- |
| 1971 | Freddy León y su Nueva Onda                              | Freddy León y su Nueva Onda            | Discos León (Venezuela)   |
| 1971 | Los Nueva Onda y El Fabuloso Humberto Zárraga            | Humberto Zárraga y el grupo Nueva Onda | Discos León (Venezuela)   |
| 1971 | Onda Nueva en Puerto Azul                                | Nando de Luca                          | Beremba Records (Italia)  |
| 1974 | Lo mejor de Aldemaro Romero en arpa                      | Henry Rubio y su Grupo de Oro          | Discos León (Venezuela)   |
| 1992 | Henry Rubio Interpreta a Aldemaro Romero y Su Onda Nueva | Henry Rubio                            | Discos Manoca (Venezuela) |

## Temas musicales de la onda nueva
Algunos temas creados (o versionados) para la onda nueva por Aldemaro Romero:
- Carretera.
- De repente.
- Tonta, gafa, y boba.
- Alma llanera.
- El gavilán.